# Hapticitat
Per hapticitat s'entén el nombre d'àtoms d'un lligand que estan units directament a un àtom central en un compost de coordinació. El símbol hapto, s'escriu mitjançant la lletra grega eta, η, amb un superíndex numèric a la dreta, que forneix una descripció topològica i indica la connectivitat entre el lligand i l'àtom central. El símbol η es posa com a prefix del nom per indicar-ne la connectivitat, per exemple, η⁵-ciclopentadienil. El superíndex a la dreta indica el nombre d'àtoms coordinadors en el lligand que estan enllaçats al metall, es pot llegir com a eta cinc o pentahapto.
L'hapticitat no s'ha de confondre amb la denticitat, que es refereix al nombre d'àtoms o grups donadors presents en un lligand que s'uneixen a un mateix àtom central, s'indica pels adjectius monodentat, didentat, tridentat, etc. Entre els lligands didentats més habituals s'hi troba l'entilendiamina, NH₂CH₂CH₂NH₂, que s'acostuma a representar per en; l'anió etilendiaminatetraacetat, (–O₂CCH₂)₂NCH₂CH₂N(CH₂CO₂–)₂, representat per edta, és un lligand hexadentat – amb quatre àtoms coordinadors d'oxigen i dos de nitrogen – molt conegut per complexar els cations Ca2+ i que s'empra en la determinació de la duresa de l'aigua.

## Història
La preparació i caracterització estructural del ferrocè l'any 1951, implicà la necessitat de proposar nous tipus d'enllaç entre els hidrocarburs –i d'altres sistemes que tenen electrons π – amb els metalls, i descobriren l'existència d'estructures noves i complexes, que van fer la nomenclatura convencional incapaç d'anomenar-les. Per tal de resoldre el problema, Cotton proposà la denominada nomenclatura hapto. El nom prové del grec “haptein”, “ηαπτειν”, que vol dir lligar, contactar.

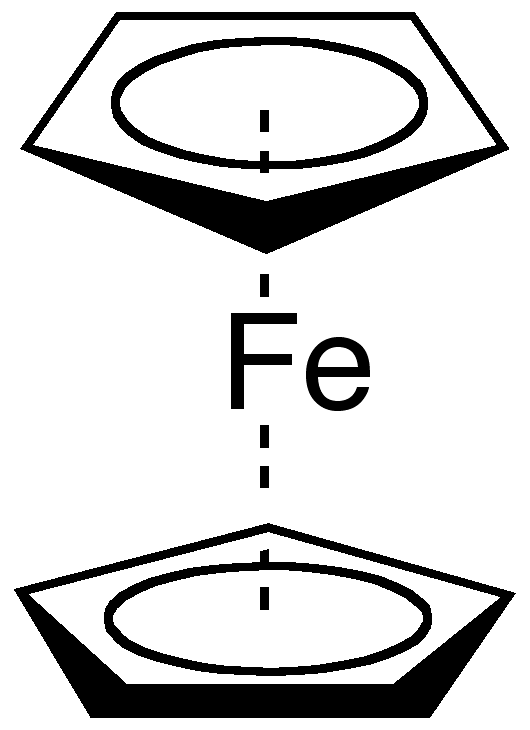
Ferrocè - (η⁵-C₅H₅)₂Fe

### Exemples
(η⁵-C₅H₅)₂Fe: bis(η⁵-ciclopentadienil)ferro o ferrocè
K[PtCl₃(C₂H₄)]: tricloruro(η²-etè)platinat(II) de potassi o sal de Zeise
[PtCl₂(CH₂=CH₂)]: dicloruro(η²-etè)platí(II)
Cr(C₆H₆)₂ : bis(η²-benzè)crom
U(η8-C₈H₈)2: bis(η8-ciclooactetraè)urani
L'enllaç en els compostos d'aquests exemples s'interpreta, de manera elemental, mitjançant l'anomenat model de retrodonació que consta de dos components, un de donació de densitat electrònica del lligand al metall L→M i un segon, la retrodonació, del metall al lligand, M→L; en general, els orbitals del lligand emprats en aquests enllaços són de tipus π.
Es coneixen, també, compostos amb lligands que no són molècules orgàniques, com, per exemple, W(η²-H₂)(CO)₃(PPri₃)₂, que fou el primer compost descrit que conté una molècula d'hidrogen coordinada a un metall. Ara, l'enllaç s'interpreta per una donació de densitat electrònica des de l'orbital molecular sigma, σ, enllaçant del H₂ a un orbital atòmic d buit del metall i una certa retrodonació des d'un orbital atòmic ple del metall a l'orbital molecular sigma, σ*, antienllaçant del H2. Aquests tipus de complexos són, de fet, espècies intermèdies en les reaccions d'addició oxidant de H₂ a complexos metàl·lics que finalment donen compostos amb dos lligands hidrur.
MLn + H₂ → [LnM(η²-H₂)] → LnM(H)₂
Un exemple ben conegut i ja clàssic d'un compost que conté oxigen, O₂, com a lligand amb coordinació lateral és [IrCl(η²-O₂)(CO)(PPh₃)₂], el qual s'obté per reacció del O₂ amb l'anomenada complex de Vaska [IrCl(CO)(PPh₃)₂]; en ser la reacció reversible, podria considerar-se que la sal de Vaska respira.
La major part de complexos que contenen el lligand nitrogen, N₂, presenten una disposició col·lineal del metall i els dos àtoms de nitrogen, es coneixen, però, alguns exemples de compostos dinuclears que tenen N₂ coordinat lateralment, com el compost dinuclear de samari amb una molècula de nitrogen pont unida lateralment als dos metalls, [(C₅Me₅)₂Sm]₂(μ-η²:η²-N₂),

## Canvi de l'hapticitat
L'hapticitat d'un lligand pot canviar en una reacció, com ara, en la reacció de substitució: 
en què, el lligand η⁵-ciclopentadienil passa a una coordinació η3-, permeten que un lligand extern, L, es coordini al metall i la posterior recuperació d'una coordinació η⁵-, afavoreix la sortida d'una molècula de CO, completant així al substitució.